# Dasyhelea philotherma
Dasyhelea philotherma är en tvåvingeart som beskrevs av John William Scott Macfie 1939. Dasyhelea philotherma ingår i släktet Dasyhelea och familjen svidknott.
Artens utbredningsområde är Costa Rica. Inga underarter finns listade i Catalogue of Life.